# Tadotsu
Tadotsu (多度津町, Tadotsu-chō) est un bourg du district de Nakatado, dans la préfecture de Kagawa, au Japon.

## Géographie

### Situation
Tadotsu est situé dans le nord-ouest de la préfecture de Kagawa, sur l'île de Shikoku, au bord de la mer intérieure de Seto, au Japon.

### Démographie
Au 1er décembre 2018, la population de Tadotsu était de 23 448 habitants répartis sur une superficie de 24,39 km2.

## Transports
Le bourg de Tadotsu est desservi par les lignes Yosan et Dosan de la JR Shikoku, à la gare de Tadotsu.